# Michael Rose (football)
Pour les articles homonymes, voir Michael Rose et Rose.
Michael Alexander Rose est un footballeur écossais, né le 11 octobre 1995 à Aberdeen. Il évolue au poste de défenseur.

## Biographie
Le 5 novembre 2015, Michael Rose est prêté à Forfar Athletic .
Le 22 avril 2016, il fait ses débuts pour Aberdeen.
En janvier 2019, il est annoncé qu'il rejoindra Coventry City à l'issue de la saison.
Le 17 juillet 2023, il rejoint Stoke City.

## Palmarès
- Ayr United
  - Vainqueur de la Scottish League One en 2018.